# Castro (Paradela)
Castro (llamada oficialmente San Mamede de Castro) es una parroquia y una aldea española del municipio de Paradela, en la provincia de Lugo, Galicia.

## Otras denominaciones
La parroquia también es conocida por el nombre de San Mamed de Castro.

## Organización territorial
La parroquia está formada por cinco entidades de población, constando cuatro de ellas en el nomenclátor del Instituto Nacional de Estadística español:
- A Eirexe
- Castro
- Higón (Igón)
- Torre (A Torre)
- Tremeado

## Demografía

### Parroquia
| Gráfica de evolución demográfica de Castro (parroquia) entre 2000 y 2020 |
|                                                                          |
| Datos según el nomenclátor publicado por el INE.                         |

### Aldea
| Gráfica de evolución demográfica de Castro (aldea) entre 2000 y 2020 |
|                                                                      |
| Datos según el nomenclátor publicado por el INE.                     |